# Anna Foglietta
Anna Foglietta (Roma, 3 aprile 1979) è un'attrice italiana.

## Biografia
Nasce e cresce a Roma da una famiglia di origini napoletane; conseguita la maturità classica al Liceo Socrate, il suo esordio di attrice avviene nella serie TV di Rai 3 La squadra, nella quale ha interpretato dal 2005 al 2007 l'agente scelto Anna De Luca. Dal 2008 è entrata a far parte del cast della serie Distretto di Polizia, dove ha interpretato il ruolo dell'ispettrice Elena Argenti. Fra le sue esperienze cinematografiche va segnalata la partecipazione ai film 4-4-2 - Il gioco più bello del mondo (2006), Se chiudi gli occhi e Solo un padre, questi ultimi entrambi del 2008, e Feisbum - Il film (2009). Ha anche recitato in diverse produzioni teatrali. Ha recitato nel film Nessuno mi può giudicare, con Paola Cortellesi, dove interpreta una escort, ruolo per il quale ha ricevuto una candidatura al David di Donatello e al Nastro d'argento.
È stata la protagonista dei film Colpi di fulmine (ricevendo un'altra candidatura al Nastro d'argento), Mai Stati Uniti e Tutta Colpa di Freud. Nel 2013 ha presentato la serata di chiusura della Festa del Cinema di Roma. Nello stesso anno è fra i protagonisti del film L'oro di Scampia. Nel 2015 ha recitato nel film Noi e la Giulia, per il quale riceve la seconda candidatura al David di Donatello. Nel 2016 è tra i protagonisti di Perfetti sconosciuti, film di Paolo Genovese, grazie al quale riceve la terza candidatura ai David di Donatello, la prima come miglior attrice protagonista. Nel 2016 è stata una delle testimoni di Trenta ore per la vita ed ha prestato la sua voce per la videostoria Giacomo e il Mago. Nel 2018 partecipa alla serata dei duetti del Festival di Sanremo interpretando “Passame er sale” con Luca Barbarossa.
Nel 2019 vince il Nastro d'argento come attrice protagonista per Un giorno all'improvviso, ed è tra i presentatori del DopoFestival, con Rocco Papaleo, e lavora alla realizzazione del film TV biografico Storia di Nilde, incentrato sulla vita di Nilde Iotti, alla quale presta il proprio volto. Nel 2020, è la protagonista femminile di Si vive una volta sola, film di Carlo Verdone, la cui uscita è stata rinviata a causa della pandemia di COVID-19.
Nel settembre 2020, è stata la madrina della 77ª Mostra internazionale d'arte cinematografica di Venezia, conducendo le serate di apertura e chiusura della kermesse che si sono tenute sul palco della Sala Grande del Palazzo del Cinema al Lido. Nell'estate del 2020 debutta con il suo nuovo spettacolo La bimba col megafono, scritto insieme a Marco Bonini e con le musiche di Davide Cavuti. Nel maggio del 2024 è ospite di Una. Nessuna. Centomila dove, insieme a Massimiliano Caiazzo, recita un monologo contro la violenza sulle donne.

## Vita privata
Dal 2010 è sposata con il consulente finanziario Paolo Sopranzetti, con cui ha avuto tre figli: Lorenzo, nato il 7 marzo 2011, Nora, nata l'11 aprile 2013, e Giulio, nato il 29 settembre 2014.

## Filantropia
È tra i fondatori, nonché presidente e testimonial della ONLUS Every Child is My Child.

## Filmografia

### Cinema
- Sfiorarsi, regia di Angelo Orlando (2006)
- 4-4-2 - Il gioco più bello del mondo, regia di Claudio Cupellini, episodio La donna del mister (2006)
- Stasera torno prima, regia di Libero De Rienzo (2007) – cortometraggio
- Solo un padre, regia di Luca Lucini (2008)
- Se chiudi gli occhi, regia di Lisa Romano (2008)
- I mostri oggi, regia di Enrico Oldoini (2009)
- Feisbum - Il film, regia di Alessandro Capone, episodio Default (2009)
- Euclide era un bugiardo, regia di Viviana Di Russo (2009)
- The American, regia di Anton Corbijn (2010)
- Nessuno mi può giudicare, regia di Massimiliano Bruno (2011)
- Ex - Amici come prima!, regia di Carlo Vanzina (2011)
- L'amore è imperfetto, regia di Francesca Muci (2012)
- Colpi di fulmine, regia di Neri Parenti (2012)
- Mai Stati Uniti, regia di Carlo Vanzina (2013)
- L'oro di Scampia, regia di Marco Pontecorvo (2013)
- Tutta colpa di Freud, regia di Paolo Genovese (2014)
- Stalker, regia di Luca Tornatore (2014)
- Confusi e felici, regia di Massimiliano Bruno (2014)
- Noi e la Giulia, regia di Edoardo Leo (2015)
- Se Dio vuole, regia di Edoardo Falcone (2015)
- La prima volta (di mia figlia), regia di Riccardo Rossi (2015)
- Perfetti sconosciuti, regia di Paolo Genovese (2016)
- Che vuoi che sia, regia di Edoardo Leo (2016)
- La voce di Fantozzi, regia di Mario Sesti (2017) – documentario
- Super vacanze di Natale, regia di Paolo Ruffini (2017)
- Il contagio, regia di Matteo Botrugno e Daniele Coluccini (2017)
- Il premio, regia di Alessandro Gassmann (2017)
- Diva!, regia di Francesco Patierno (2017)
- Un giorno all'improvviso, regia di Ciro D'Emilio (2018)
- Genitori quasi perfetti, regia di Laura Chiossone (2019)
- Sogni, sesso e cuori infranti, regia di Gianfranco Giagni (2019)
- Il talento del calabrone, regia di Giacomo Cimini (2020)
- D.N.A. - Decisamente non adatti, regia di Lillo & Greg (2020)
- Il coraggio del leone, regia di Marco Spagnoli (2021)
- Si vive una volta sola, regia di Carlo Verdone (2021)
- Trafficante di virus, regia di Costanza Quatriglio (2021)
- Blackout Love, regia di Francesca Marino (2021)
- I migliori giorni, regia di Massimiliano Bruno ed Edoardo Leo (2022)
- I peggiori giorni, regia di Massimiliano Bruno ed Edoardo Leo (2023)
- Elf Me, regia de YouNuts! (2023)
- Storia di una notte, regia di Paolo Costella (2025)

### Televisione
- La squadra – serie TV (2005-2007)
- Distretto di Polizia – serie TV (2007-2010)
- Il velo di Waltz, regia di Sergio Stivaletti – cortometraggio TV (2009)
- Rex – serie TV (2011)
- Cesare Mori - Il prefetto di ferro, regia di Gianni Lepre – miniserie TV (2012)
- Ragion di Stato, regia di Marco Pontecorvo – miniserie TV (2014-2015)
- La mafia uccide solo d'estate – serie TV (2016-2018)
- Storia di Nilde, regia di Emanuele Imbucci – film TV (2019)
- Alfredino - Una storia italiana, regia di Marco Pontecorvo – miniserie TV (2021)
- Everybody Loves Diamonds – serie TV (2023)
- Questi fantasmi!, regia di Alessandro Gassmann – film TV (2024)

## Teatro
- L'isola di Tulipatan, da Jacques Offenbach, regia di P. Gallina (1997)
- Teatro in pezzi di P. Gallina, regia di P. Gallina (1998)
- Le false confidenze, da Marivaux, regia di E. Metalli (1999)
- Barbablù, da Jacques Offenbach, regia di P. Gallina (2000)
- 'A nuttata ‘e San Lorenzo di C. Belsito, regia di Marcello Conte (2000)
- Donne di ripicche di Alessandra Quadrelli, regia di Pastiglia - Conte - Turchetta (2000)
- Pulcinella Sciò di Antonio Petito, regia di Antonello Avallone (2000)
- Tre pecore viziose di Eduardo Scarpetta, regia di Antonello Avallone (2000)
- Morte di Carnevale di Raffaele Viviani, regia di Antonello Avallone (2000)
- Miseria e nobiltà di Eduardo Scarpetta, regia di Antonello Avallone (2001)
- 'O Scarfalietto di Eduardo Scarpetta, regia di Antonello Avallone (2001)
- Uomo e galantuomo di Eduardo De Filippo, regia di Antonello Avallone (2001)
- Questi fantasmi! di Eduardo De Filippo, regia di Antonello Avallone (2002)
- Café Chantant di Eduardo Scarpetta, regia di Antonello Avallone (2002)
- Miles gloriosus di Plauto, regia di Vincenzo Zingaro (2003)
- La nipote della Babila, scritto e diretto da Anna Foglietta (2009)
- La pazza della porta accanto di Claudio Fava, regia di Alessandro Gassmann (2015)
- Bella figura di Yasmina Reza, regia di Roberto Andò (2018)
- Storie del Decamerone. Una guerra, testo e regia di Michele Santeramo (2019)
- La bimba col megafono, spettacolo teatrale di Anna Foglietta e Marco Bonini (2020)
- L'attesa di Remo Binosi, regia di Michela Cescon (2021-2023)

## Videoclip
- 2009 - Alexia - E non sai, regia di Marco Carlucci
- 2012 - Tiziano Ferro - L'amore è una cosa semplice, regia di Fabio Jansen

## Riconoscimenti
| Anno | Premio                                 | Titolo                          | Categoria                               | Risultato       |
| ---- | -------------------------------------- | ------------------------------- | --------------------------------------- | --------------- |
| 2009 | Festival delle Cerase                  | Se chiudi gli occhi             | Miglior attrice – rivelazione dell'anno | Vincitore/trice |
| 2011 | David di Donatello                     | Nessuno mi può giudicare        | Miglior attrice non protagonista        | Candidato/a     |
| 2011 | Nastro d'argento                       | Nessuno mi può giudicare        | Miglior attrice non protagonista        | Candidato/a     |
| 2011 | Nastro d'argento                       | Nessuno mi può giudicare        | Premio Antica Fratta                    | Vincitore/trice |
| 2011 | Ischia Film Festival                   | Nessuno mi può giudicare        | Miglior attrice – rivelazione           | Vincitore/trice |
| 2013 | Grolla D'oro                           | Nessuno mi può giudicare        | Miglior attrice di commedia             | Candidato/a     |
| 2013 | Nastro d'argento                       | Colpi di fulmine                | Miglior attrice non protagonista        | Candidato/a     |
| 2013 | Premio Cine'Ciak d'Oro                 | Colpi di fulmine                | Miglior comedian dell'anno              | Vincitore/trice |
| 2013 | Roma Film Fest                         | N\A                             | Sorridendo onlus prize                  | Vincitore/trice |
| 2015 | David di Donatello                     | Noi e la Giulia                 | Miglior attrice non protagonista        | Candidato/a     |
| 2016 | David di Donatello                     | Perfetti sconosciuti            | Miglior attrice protagonista            | Candidato/a     |
| 2016 | Nastro d'argento                       | Perfetti sconosciuti            | Nastro D'Argento speciale               | Vincitore/trice |
| 2016 | Premio Vittorio De Sica                | N\A                             | N\A                                     | Vincitore/trice |
| 2016 | Premio Le Maschere del Teatro italiano | La pazza della porta accanto    | Miglior attrice protagonista            | Vincitore/trice |
| 2016 | Premio Kineo                           | N\A                             | Miglior attrice                         | Vincitore/trice |
| 2017 | Premio Flaiano                         | La mafia uccide solo d'estate   | Miglior interprete televisiva           | Vincitore/trice |
| 2018 | Nastro d'argento                       | Il contagio e Il premio         | Miglior attrice non protagonista        | Candidato/a     |
| 2019 | David di Donatello                     | Un giorno all'improvviso        | Miglior attrice protagonista            | Candidato/a     |
| 2019 | Nastro d'argento                       | Un giorno all'improvviso        | Miglior attrice protagonista            | Vincitore/trice |
| 2019 | Globo d'oro                            | Un giorno all'improvviso        | Miglior attrice protagonista            | Candidato/a     |
| 2020 | Nastro d'argento                       | D.N.A. - Decisamente non adatti | Miglior attrice in una commedia         | Candidato/a     |
| 2022 | La Pellicola D'Oro                     | Alfredino - Una storia italiana | Miglior attrice di televisione          | Candidato/a     |
| 2022 | Ciak d'oro                             | Trafficante di virus            | Miglior attrice protagonista            | Candidato/a     |